# Flashpoint (1998)
Flashpoint ist ein Porno-Spielfilm von Wicked Pictures mit Star-Besetzung der 1990er-Jahre.

## Handlung
Der Film beginnt mit einer Gruppe von Feuerwehrleuten, die zu einem Autounfall fahren. Als sie versuchen, das Opfer zu befreien, fängt der Motor Feuer und das Auto explodiert. Das Unfallopfer und ein Feuerwehrmann werden getötet. Während der Beerdigung wird Feuerwehrfrau Jenna (Jenna Jameson) von ihrem Kollegen Lt. Hill unterbrochen und möchte sich nicht alleine zurückziehen. Es stellt sich heraus, dass der Lieutenant und Jenna in der Vergangenheit eine Beziehung hatten, und er ist der Meinung, dass sie wieder zusammenkommen sollten. Jenna ist nicht seiner Meinung. Bill kommt ihr zur Hilfe und alle gehen zurück zur Feuerwache, um etwas Schlaf zu bekommen. 

## Wissenswertes
- Der Film wurde teilweise in der Fire Station 23 – 225 E. 5th St., Los Angeles, Kalifornien, USA gedreht.
- Der Film enthält sieben Sexszenen.
- Der Film wurde mit einem Budget von $ 220.000 gedreht und belegt Platz 9 der Top 10: Big-Budget Porns von Askmen.com[1]

## Auszeichnungen
- 1998: AVN Award – Best Overall Marketing Campaign
- 1998: Empire Award – Best Selling DVD
- 1999: Hot d’Or – Best American Movie
- 2000: Empire Award – All-Time Bestseller Award
- 2007: Empire Award – Best Classic DVD